# خیرآباد (فاروج)
خیرآباد یک روستا در ایران است که در دهستان شاه‌جهان واقع شده‌است. خیرآباد ۵۲۴ نفر جمعیت دارد.